# Кушлакова Надія Миколаївна
 Кушлакова Надія Миколаївна  (нар. 27 травня 1961, селище Новодонецьк, Донецька обл.) — доктор історичних наук, професор, фахівець у галузі історії науки і техніки, організатор вищої освіти. Авторка численних наукових праць із історії науково-технічної думки України, громадських наукових об’єднань та біографістики.

## Біографія
Народилася у сім’ї робітників шахтарського селища Новодонецьк Олександрівського району Донецької області. У 1972 році переїхала з родиною до м. Павлоград, де завершила середню освіту. Після відмінного закінчення восьмого класу вступила до Запорізького педагогічного училища, яке закінчила у 1980 р. Почала трудову діяльність учителькою початкових класів, поєднуючи роботу з навчанням. Згодом вступила до Київського державного університету ім. Т. Шевченка на механіко-математичний факультет. Педагогічну діяльність продовжувала у Запорізькій та Дніпропетровській областях. Працювала вчителем, заступником директора школи, впроваджувала інноваційні методи виховної та позакласної роботи.
З 1997 року працює у вищій школі, зокрема у Західнодонбаському інституті ПрАТ «ВНЗ «Міжрегіональна Академія управління персоналом». Пройшла шлях від викладача до професора, завідувачки кафедри, декана кількох факультетів (факультету заочного навчання, декана факультету додаткової професійної освіти, декана фінансового факультету, завідувачки кафедри і сектору науково-дослідної роботи). Має вагомий досвід навчально-методичної роботи, є авторкою навчальних посібників, зокрема підручника «Історія економіки та економічної думки», рекомендованого МОН України.
У 2006 році закінчила аспірантуру у Дніпровському національному університеті ім. О. Гончара й успішно захистила кандидатську дисертацію, у 2017 – докторантуру без відриву від виробництва в Національному технічному університеті «Харківський політехнічний інститут», підготувавши до захисту дисертацію на тему: «Громадсько-наукові об’єднання інженерів промислових регіонів України (друга половина ХІХ – початок ХХ ст.)». Це дослідження стало першим в Україні ґрунтовним дослідженням самоорганізації інженерно-технічної спільноти.
Науково-громадське життя: заступник головного редактора журналу «Дослідження з історії і філософії науки і техніки», співорганізатор наукових секцій і конференцій, член Наукового товариства ім. Т. Шевченка, член-кореспондент Української академії акмеології (з 2008 р.), дійсний член товариства істориків України. Виступає офіційним опонентом на захистах дисертацій.

## Основні праці
Наукові інтереси: історія науки і техніки, зокрема розвиток наукових і технічних товариств, історія вищої освіти, історія ракетно-космічної галузі, біографістика, методика викладання історико-наукових дисциплін. Авторка понад 200 наукових і науково-педагогічних публікацій, серед яких:
- Кушлакова Н.М. Харківське математичне  товариство та його внесок у розвиток математичної думки в Україні (1879–1830): автореф. дис. на здобуття наук. ступеня канд. іст. наук.: спец. 07.00.07 “Історія науки і техніки”. Дніпропетровськ, 2007. 20 с.
- Кушлакова Н. М. Харківське математичне товариство: історія заснування, розвитку та діяльності (1879–1930): монографія. Дніпропетровськ: ІМА-прес. 2009. 244 с.
- Кушлакова Н.М. Науково-технічні об’єднання промислових регіонів України. 1870–1917: монографія / відп. ред. В.С. Савчук. Павлоград : Арт-Синтез-Т, 2016. 587 с.
- Проблеми та перспективи розвитку кадрового потенціалу регіону: колект. монографія / [Д. М. Павлов та ін. ; за заг. ред. Кушлакової Н. М.] ; ПраАТ "ВНЗ "Міжрегіон. Акад. упр. персоналом", Західнодонбас. ін-т. Павлоград : АРТ Синтез-Т, 2022. 300 с.
- Історичні нариси з розвитку техніки в Україні : колект. монографія / за заг. ред. д-ра техн. наук., проф. Гріффена Л. О. Київ : Талком, 2023. 439 с.
- Development of modern science: the experience of European countries and prospects for Ukraine: monograph / edited by authors. – 3rd ed. – Riga, Latvia: “Baltija Publishing”, 2019. – 662 p.
- Кушлакова Н. М. Харківське відділення Імператорського російського технічного товариства в системі робітничої освіти (1890-ті - 1916 рр.): основні напрями та результати // Вісник Національного технічного університету "ХПІ". Сер. : Історія науки і техніки. 2013. № 10. С. 81-89.
- Savchuk V. S., Kushlakova N. M., Vavilova I. B. Nikolai Kibalchich in the history of world rocket-spacetechnics: discussionquestionsofdomesticandworldhistoriography // SpaceScienceandTechnology, 2019. №25 (6), 70-83.
- Кушлакова Н. М. Часопис "Тяжелее воздуха" як джерело до вивчення історії вітчизняного повітроплавання / Н. М. Кушлакова, В. С. Савчук, О. Л. Рябченко // Рукописна та книжкова спадщина України : археограф. дослідж. унікальних арх. та бібл. фондів / Нац. акад. наук України, Нац. б-ка України ім. В. І. Вернадського, Ін-т рукопису. – Київ. – 2022. – Вип. 29. – C. 242–262.
- Соціально-економічні проблеми регіонального розвитку [Текст] : зб. матеріалів ХVIII Міжрегіон. наук.-практ. конф., 14 листоп. 2019 р. / [редкол.: Н. М. Кушлакова та ін.] ; Павлоград. міськрада [та ін.]. Павлоград : ІМА-прес, 2019. 119 с.
- Перший український випробувальний артилерійський полігон: народження і початок діяльності (1931-1941). Сторінки історії: збірник наукових праць. 2023. №57. С. 270-284.